# Luriel Milandou
Luriel Sita Milandou (22 agosto 1985) è un ex calciatore della Repubblica del Congo, di ruolo centrocampista.